# Mont Williamson
Pour les articles homonymes, voir Williamson.
Le mont Williamson, en anglais : Mount Williamson, est un sommet culminant à 4 383 mètres d'altitude au centre de la Californie, dans l'Ouest des États-Unis. Il fait partie de la Sierra Nevada et se situe à moins de dix kilomètres du mont Whitney, le point culminant du massif et le plus haut sommet du pays en dehors de l'Alaska. Il est constitué de granite. Gravi pour la première fois en 1884, il reste difficile d'accès et peu fréquenté. La montagne est protégée intégralement par la réserve intégrale John Muir et la forêt nationale d'Inyo, ainsi que par la California Bighorn Sheep Zoological Area destinée à protéger une sous-espèce menacée de mouflon endémique de la Sierra Nevada.

## Toponymie
Le mont Williamson est nommé en l'honneur du lieutenant Robert S. Williamson (1825–1882), qui a mené une des explorations des Pacific Railroad Surveys dans le Sud de la Californie.

## Géographie
Le mont Williamson se situe dans l'Ouest des États-Unis, au centre de l'État de Californie, dans le comté d'Inyo,. Il se trouve à 19 kilomètres au sud-ouest d'Independence, à 100 kilomètres à l'ouest-nord-ouest de Visalia, tandis que Los Angeles est à 280 kilomètres au sud et Sacramento, la capitale de l'État, et San Francisco sont à environ 400 kilomètres au nord-ouest. Les côtes de l'océan Pacifique se trouvent à 270 kilomètres au sud-ouest. Il domine la vallée de l'Owens à l'est, où passe la route 395. Le sommet s'élève à 4 383 mètres d'altitude, dans la bordure orientale de la Sierra Nevada, ce qui en fait le deuxième plus haut de l'État. Sa hauteur de culminance est de 501 mètres ; le sommet plus élevé le plus proche est le mont Whitney, à neuf kilomètres au sud, point culminant du massif et plus haut sommet des États-Unis contigus. Le mont Williamson domine plusieurs lacs glaciaires à l'ouest, dont le lac Helen of Troy, qui alimentent le Williamson Creek, un affluent du Shepherd Creek, qui appartient au bassin de la rivière Owens mais dont une partie des eaux est détournée vers l'aqueduc de Los Angeles ; de même, le George Creek, qui prend sa source sur le versant sud-est, est entièrement reversé dans l'aqueduc.
Le mont Williamson est né du processus qui a formé la Sierra Nevada. Il est constitué de granite émis en profondeur au Crétacé. Durant le Néogène, le soulèvement de la chaîne le long de la faille normale qui la sépare de la province géologique de Basin and Range, à l'est, a permis la formation de glaciers et d'écoulements fluviaux qui ont participé à l'érosion et ont mis au jour le granite.

## Histoire
La première ascension du mont Williamson est réussie par William L. Hunter et C. Mulholland en 1884, par le versant sud-est. Bolton C. Brown et Lucy Brown sont les premiers à gravir le sommet par le versant occidental en 1896. De nouvelles voies sont ouvertes au moins jusque dans les années 1980.

## Activités

### Randonnée et ascension
En raison de son isolement à l'est de la ligne de partage des eaux de la Sierra Nevada, le mont Williamson présente un aspect imposant et se trouve à quatre kilomètres au sud-est du plus proche sentier balisé passant par le col de Shepherd, ce qui fait qu'il est peu fréquenté. Il offre un dénivelé de 2 400 mètres et la seule ascension vers le col fait déjà 18 kilomètres. Ensuite, l'itinéraire normal vers le sommet, qui part du col, gravit les ravines du versant occidental après avoir traversé le cirque Williamson qui le sépare du mont Tyndall ; cette portion est cotée 3. L'ascension du versant sud-est, qui suit le George Creek, est plus longue et semée d'embûches mais comporte moins de passages techniques, ce qui lui vaut d'être cotée 2. Parmi les autres itinéraires figure une voie technique dans l'arête septentrionale cotée IV, 5.7.

### Protection environnementale

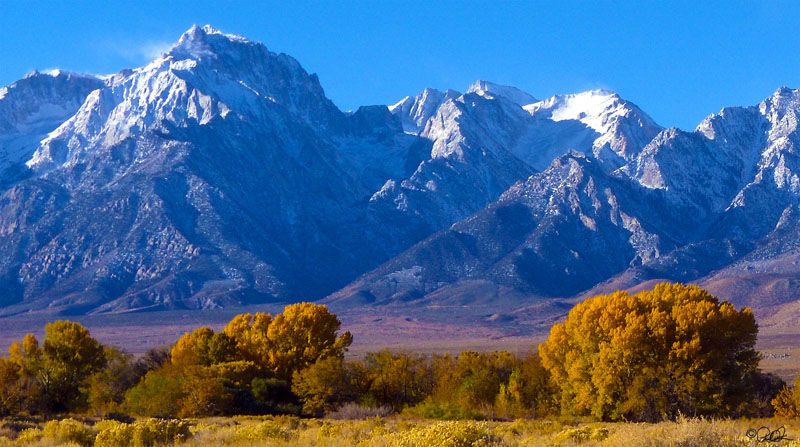
Vue depuis les environs de l'aéroport d'Independence.

Le mont Williamson est protégé depuis 1964 au sein de la réserve intégrale John Muir (en anglais : John Muir Wilderness) dont la superficie a progressivement été portée à 2 639 km2, ce qui en fait la plus vaste de Californie. Elle dispose d'une continuité écologique avec la réserve intégrale Ansel Adams au nord-ouest, la réserve intégrale Dinkey Lakes et la réserve intégrale Sequoia-Kings Canyon à l'ouest, la réserve intégrale Monarch au sud-ouest et la réserve intégrale Golden Trout au sud,. La réserve a pour but de garantir un air et une eau purs, ainsi qu'un habitat préservé pour les plantes et les animaux rares et menacés. Elle autorise la pratique de la randonnée pédestre, du trekking, de l'escalade, du canoë-kayak, du rafting, de la randonnée équestre, de l'observation ornithologique ou encore de l'astronomie amateur mais interdit généralement tout type de véhicule à moteur et les groupes de plus de douze personnes. La réserve est gérée conjointement par la forêt nationale d'Inyo, dans sa partie orientale appartenant aux comtés d'Inyo — dont le mont Williamson — et de Mono, qui a été créée en 1907 et couvre 7 455 km2, et par la forêt nationale de Sierra, dans sa partie occidentale appartenant aux comtés de Fresno et de Madera, qui a été créée en 1893 et couvre 5 309 km2.
D'autre part, le mont Williamson appartient à la California Bighorn Sheep Zoological Area, une aire zoologique destinée à protéger le Mouflon de la Sierra Nevada (Ovis canadensis sierrae) et fondée en 1972. Ces animaux menacés de disparition peuvent être aperçus dans les pentes inférieures de la montagne en hiver, lorsque les chutes de neige les poussent à quitter les alpages. Cette réserve, gérée par la forêt nationale d'Inyo, est restée interdite d'accès presque continuellement de 1981 à 2010.